# Notomastus cinctus
Notomastus cinctus är en ringmaskart som beskrevs av Fauchald 1972. Notomastus cinctus ingår i släktet Notomastus och familjen Capitellidae. Inga underarter finns listade i Catalogue of Life.